# Camponotus fuscocinctus
Camponotus fuscocinctus é uma espécie de inseto do gênero Camponotus, pertencente à família Formicidae.